# Ermita de San Blas (Sanlúcar de Barrameda)
La ermita de San Blas fue un templo católico situado en el municipio español de Sanlúcar de Barrameda, en la andaluza provincia de Cádiz. El lugar de su antigua ubicación parte del Conjunto histórico-artístico y de la Ciudad-convento de Sanlúcar de Barrameda.
La primera noticia que se tiene de esta ermita y del contiguo barrio de San Blas es de 1553. En 1640 se establecieron en ella una comunidad de descalzos de San Francisco, que permanecieron en ella hasta 1684, en que se trasladaron al una nueva sede. En 1715 fue derribada por amenazar ruina por Gaspar Durán y Tendilla, beneficiado de la Parroquia de Nuestra Señora de la O, quedando a su muerte la obra inacabada hasta algo más que la mitad de las altura de sus muros. La imagen del santo se trasladó a la capilla de San Sebastián de dicha parroquia y procesiona en la festividad del Corpus Christi.